# نيلق
نيلق هي قرية في مقاطعة كوثر، إيران. يقدر عدد سكانها بـ 464 نسمة بحسب إحصاء 2016.